# Christian Fette
Christian Fette (* 1. Februar 1895 in Bremen; † 26. Oktober 1971 in Much) war Vorsitzender des Deutschen Gewerkschaftsbunds (DGB) und Mitglied der SPD. 

## Leben
Fette, Sohn eines Schuhmachermeisters, lernte von 1909 bis 1913 den Beruf des Schriftsetzers. 1913 wurde er Mitglied im Verband der Deutschen Buchdrucker und trat der SPD bei. Die Teilnahme an einer Feier zum 1. Mai führte zu seiner Entlassung aus dem Ausbildungsbetrieb. Während des Ersten Weltkriegs war er Soldat. 1920 wurde er Vorsitzender des Verbandes Deutscher Buchdrucker in Bremen. 1931 ging er nach Duisburg und wurde hauptamtlicher Gewerkschafter. 
Er war von 1931 bis 1933 stellvertretender Gauvorsteher des Verbands Deutscher Buchdrucker im Rheinland und in Westfalen. Unter der NS-Herrschaft wurde er mehrfach verhaftet, stand unter Polizeiaufsicht und war mehrere Jahre arbeitslos; schließlich wurde er im Verlag der Kölnischen Zeitung als Maschinensetzer beschäftigt. 
Fette beteiligte sich unmittelbar nach dem Zweiten Weltkrieg am Wiederaufbau der Gewerkschaften in den Westzonen. Zwischen 1946 und 1948 leitete er als Vorsitzender die Gewerkschaft Druck und Graphik Nordrhein-Westfalen. Von 1948 bis 1951 stand er der IG Druck und Papier vor. 
Am 22. Juni 1951, nach dem Tod Hans Böcklers, wurde Fette neuer DGB-Vorsitzender, nicht zuletzt aufgrund der Empfehlung seines verstorbenen Freundes Böckler. Bereits ein Jahr nach Amtsantritt, am 17. Oktober 1952, musste Fette allerdings seinen Stuhl räumen – vor allem, weil er die Wiederbewaffnung und militärische und ökonomische Westanbindung der 1949 gegründeten Bundesrepublik befürwortete. Er stützte damit die Politik Konrad Adenauers. Diese Position brachte Fette in Opposition zur SPD und denjenigen Gewerkschaftsfunktionären, die eine Wiederbewaffnung ablehnten. Weiterhin beabsichtigte er, die Polizeigewerkschaft als eigene Gewerkschaft dem DGB anzugliedern. Dies hatte zur Folge, dass die ÖTV Fette bei seiner erneuten Kandidatur zum Vorsitzenden ablehnte. Ebenso scheiterte er an der großen Delegiertenzahl von IG Metall und ÖTV. Seine eigene IG Druck und Papier und andere kleinere Gewerkschaften waren zahlenmäßig unterlegen.
Von 1953 bis 1958 war er Mitarbeiter der Pressestelle der „Neuen Heimat“ und ging danach in den Ruhestand.